# دانی گرنویل
دانی گرنویل (انگلیسی: Danny Granville؛ زادهٔ ۱۹ ژانویهٔ ۱۹۷۵) یک بازیکن فوتبال اهل بریتانیا است. 